# Salmin Laatit
Salmin Laatit är öar i Finland. De ligger i Finska viken och i kommunen Fredrikshamn i den ekonomiska regionen  Kotka-Fredrikshamn i landskapet Kymmenedalen, i den södra delen av landet. Öarna ligger nära Kotka och omkring 120 kilometer öster om Helsingfors.
Arean för den av öarna koordinaterna pekar på är 33,5 hektar och dess största längd är 1,1 kilometer i sydöst-nordvästlig riktning.

## Klimat
Klimatet i området är tempererat. Årsmedeltemperaturen i trakten är 4 °C. Den varmaste månaden är augusti, då medeltemperaturen är 16 °C, och den kallaste är november, med −1 °C.